# Zygethobius pontis
Zygethobius pontis är en mångfotingart som beskrevs av Chamberlin 1911. Zygethobius pontis ingår i släktet Zygethobius och familjen fåögonkrypare. Inga underarter finns listade i Catalogue of Life.